# Festival de Woodstock
Pour les articles homonymes, voir Woodstock.

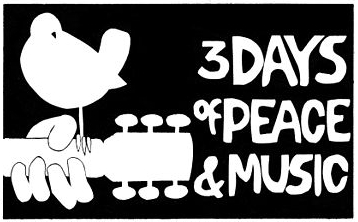
Le logo du festival, une colombe posée sur une tête de guitare acoustique, accompagné du slogan : « 3 days of love, peace and music », fut dessiné par le designer Arnold Skolnick pour 15 dollars.

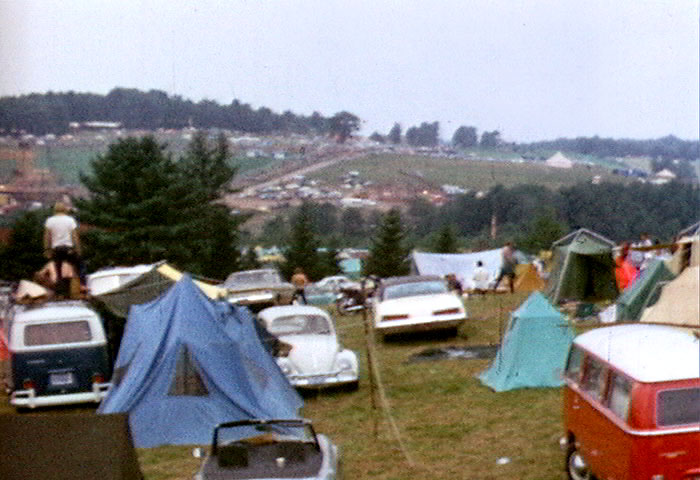
Camping à Woodstock.

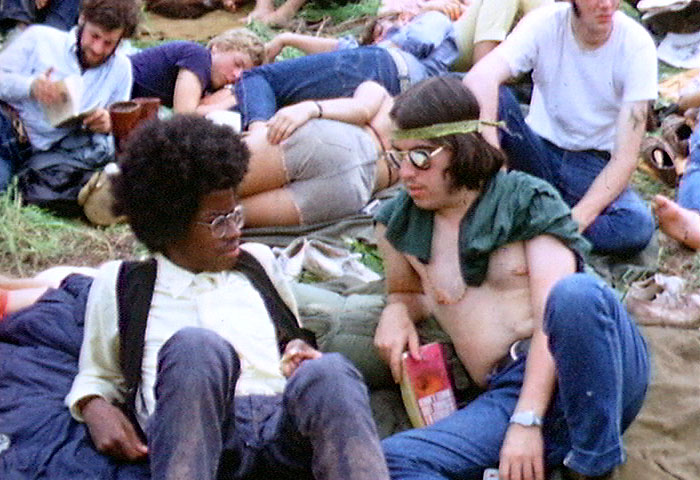
Deux hippies au Festival de Woodstock.

Le Festival de Woodstock (Woodstock Music and Art Fair, ou Woodstock) est un festival de musique et un rassemblement emblématique de la culture hippie des années 1960, organisé à White Lake, hameau de Bethel, Comté de Sullivan, dans les montagnes Catskill, dans l'État de New York, sur les terres du fermier Max Yasgur, à une cinquantaine de miles (environ 80 kilomètres) au sud-ouest de Woodstock. Ce qui aurait pu tourner au fiasco par le mélange de drogues et météo désastreuse devient un des plus grands moments de l'histoire de la musique populaire, classé par le magazine Rolling Stone parmi les 50 moments qui ont changé l'histoire du rock 'n' roll,, apothéose du mouvement hippie.
Organisé pour se dérouler du 15 août 1969 au 17 août 1969 et accueillir 50 000 spectateurs, il en reçoit finalement environ un demi million, et se poursuit un jour de plus, soit jusqu'au 18 août 1969 au matin.
Le festival accueille les concerts de 32 groupes et solistes de musiques folk, rock, soul et blues. Le budget de rémunération des artistes atteint au total dix millions de dollars.
L'événement est immortalisé par le film Woodstock de Michael Wadleigh, les photos d'Elliot Landy, l'album tiré du film et enfin la chanson de Joni Mitchell Woodstock qui commémore ces journées et qui est reprise par Crosby, Stills, Nash and Young.
Plusieurs morceaux joués durant l'événement deviendront légendaires, comme le Star Spangled Banner (hymne des États-Unis) réinterprété par Jimi Hendrix dans un solo de guitare dans lequel il imite des bombardements de B-52 pendant la guerre du Vietnam, le Soul Sacrifice de Santana avec un solo épique de batterie par l'un des plus jeunes musiciens du festival, le batteur Michael Shrieve (20 ans), le Fish Cheer/I-Feel-Like-I'm-Fixing-To-Die-Rag de Country Joe McDonald avec la phrase légendaire : « Give me a F! Give me a U! Give me a C! Give me a K! », I'm Going Home de Ten Years After et Alvin Lee, son « guitariste le plus rapide du monde », With a Little Help from My Friends des Beatles repris par Joe Cocker, l'interprétation de Tommy par les Who et Freedom chanté par Richie Havens.

## Genèse
Le festival est né d'une idée commerciale : Michael Lang (producteur), jeune hippie organisateur du Miami Pop festival qui a réuni 100 000 personnes, veut tirer de la recette d'un nouveau festival les fonds suffisants à l'achat de son propre studio d'enregistrement, Media Sounds. Aidé de son voisin, le chanteur et parolier Artie Kornfeld, alors vice-président de Capitol Records (aujourd'hui Laurie Records), il convainc deux jeunes entrepreneurs de la ville de New York, avec lesquels il fonde Woodstock Ventures, d'investir avec lui, espérant créer un studio d'enregistrement à Woodstock. John Roberts (en) et Joel Rosenman, alors âgés de 24 ans, diffusent dans le Wall Street Journal et le New York Times l'annonce suivante : « Jeunes hommes avec un capital illimité cherchent des occasions d'investissement intéressantes et des propositions d'affaire ». Au départ, ils veulent créer un studio d'enregistrement dans la région de Bethel, mais l'exemple du Festival de Monterey l'année passée leur fait envisager l'idée d'un festival.
La manifestation doit d'abord avoir lieu à Woodstock,, puis à Wallkill, à 50 kilomètres au sud de Woodstock, mais ses habitants refusent que ce festival ait lieu chez eux, malgré le fait que les organisateurs avaient déjà commencé à vendre des billets aux festivaliers. Le site d'un motel situé à White Lake (2366 habitants alors) dans la localité de Bethel à 96 km au sud de Woodstock, appartenant à un certain Elliot Tiber a été également envisagé comme solution de repli, mais fut jugé trop petit pour les organisateurs. Elliot Tiber les mit donc en contact avec son ami et voisin Max Yasgur, dont la ferme laitière se situait à environ 4 km à l'ouest du lac. Yasgur leur loue un terrain de 243 ha, pour 50 000 dollars. Les organisateurs s'engagent auprès de l'agriculteur à ne recevoir que 50 000 personnes.
Le festival de Woodstock n'a donc pas lieu à Woodstock, situé bien plus loin. Toutefois, il est organisé par Woodstock Ventures, et l'appellation reste conservée. Le nom complet du festival est The Woodstock Music and Art Fair et l'affiche, créée par Arnold Skolnick (en) pour quinze dollars, annonce « 3 Days of Peace & Music ». Le festival doit officiellement se tenir en hommage à Bob Dylan, mais celui-ci étant alors à Bearsville, il refuse et son nom est retiré du haut de l'affiche.
Les billets sont commercialisés, au tarif de dix-huit dollars les trois jours ou sept dollars la journée, chez les marchands de journaux et les disquaires. En un rien de temps, dès l'adresse connue, les hippies envahissent Bethel sous la forte hostilité des habitants. 10 000 watts de sonorisation sont installés sur une immense scène en bois ainsi que 600 sanitaires qui se révéleront bien insuffisants.

## Le festival
« Trois jours de paix et de concerts. Des centaines d'hectares à parcourir. Promène-toi pendant trois jours sans voir un gratte-ciel ou un feu rouge. Fais voler un cerf-volant. Fais-toi bronzer. Cuisine toi-même tes repas et respire de l'air pur. »

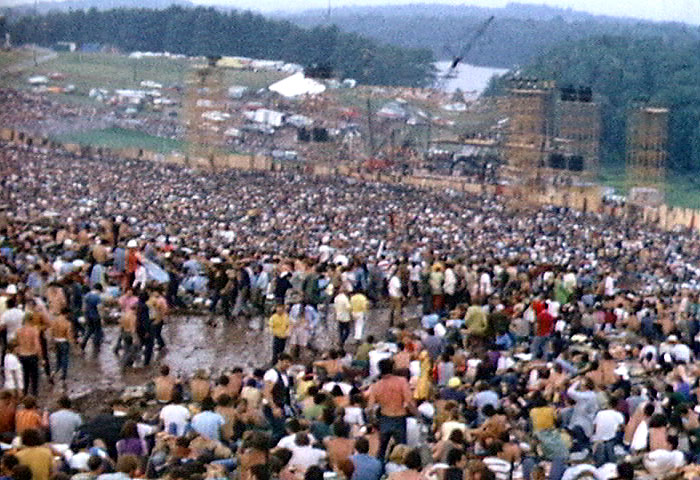
Le public du Festival de Woodstock.

Cette publicité ne prévoit ni le nombre de spectateurs évalué à 450 000,, ni les embouteillages colossaux qui en découlent, ni la pluie, ni la boue. John Morris, le coordinateur de la production, est désigné pour annoncer à la foule le début du festival. Il se retrouve sur scène, tétanisé face à la foule immense. La programmation est perturbée : le groupe de rock psychédélique Sweetwater, censé ouvrir le bal, est bloqué dans les embouteillages. Tim Hardin est trop défoncé pour se lancer, c'est donc à Richie Havens qu'est confiée la lourde tâche de lancer les hostilités à 17 heures. Effrayé par l'ampleur de l'événement, le chanteur folk noir américain enchaîne des chansons avec sa guitare sèche et arrive à la fin de son répertoire, mais le groupe suivant n'est toujours pas là. Il improvise alors Freedom sur un vieil air de gospel, Sometimes I Feel Like a Motherless Child, qui devient un hymne international.
À la fin de la première journée, quand les barrières qui délimitent le site sont renversées et les quelques pauvres grillages franchis, les organisateurs décident de rendre l'accès libre et l'annoncent sur NBC, résignés à perdre leurs investissements et bénéfices. La nouvelle se répand, et le nombre de spectateurs est estimé à 200 000 dans la soirée :
« From now on, this is a free concert ! »
Dès le samedi 16 août, la radio proclame qu'il ne reste « ni eau, ni nourriture, ni médicaments ». Le téléphone ne fonctionne plus, l'autoroute est coupée et la plupart des routes bloquées ; le gouverneur de New York Nelson Rockefeller décrète la zone sinistrée. Déjà, la journée précédente se termine juste avant minuit sous un premier orage, puis la pluie persévère durant la nuit. Outre des tentes, les couchages sont improvisés dans les voitures, sur de simples couvertures ou à-même la boue, alors que certains ne dormiront pas du tout. Les artistes qui ne peuvent accéder au site sont finalement amenés en hélicoptères de l'US Army, également utilisés pour apporter à la foule de l'eau, de la nourriture, des médicaments, mais également une dizaine de médecins bénévoles. Mark Hosenball (en), alors jeune journaliste, relate plus tard de « ses souvenirs apocalyptiques » : « ce fut sinon un cauchemar, du moins un immense bordel, grouillant, sordide. Si vous aimez les embouteillages sans fin, les torrents de pluie, les chiottes portables qui puent, la nourriture à peine mangeable et les foules vautrées, en perdition, alors vous vous seriez bien amusé à Woodstock. »
Le Hog Farm (en), communauté hippie de jeunes Américains, s'occupe de la restauration, de l'animation et de la sécurité, prenant notamment en charge les festivaliers victimes de bad trip. Les mères juives du Monticello Jewish Community Center, ainsi que des locaux, essayent aussi de donner à manger aux festivaliers.
Avant de jouer, les Who exigent d’être payés. Un incident avec l’activiste politique Abbie Hoffman se produit alors que le groupe termine Pinball Wizard. Ce dernier, ayant consommé beaucoup de LSD pour rester éveillé, s’empare du micro pour haranguer la foule au sujet du militant politique John Sinclair, qui vient d’être condamné à dix ans de prison après avoir donné deux joints de marijuana à un policier en civil. Furieux, Pete Townshend lui dit de foutre le camp et l’éjecte de la scène à coups de guitare. À la fin de la chanson suivante Do You Think It’s Alright?, Townshend déclare au micro : « La prochaine personne qui monte sur cette scène, je le tue. Vous pouvez rire mais je ne plaisante pas. ». Les déclarations du guitariste sur le festival sont virulentes et confirment l'opinion négative qu'il porte sur les hippies : « Notre passage à Woodstock a été absolument épouvantable. J’ai détesté de bout en bout. C’était le chaos total. Tous ensemble, ces hippies pensaient changer le monde. Moi, le connard britannique cynique, j’avais une envie folle de leur expliquer que rien n’avait changé, que rien ne changerait jamais. Ce qu’ils tenaient pour une société alternative n’était au fond qu’un champ sur lequel il y avait partout du LSD. Si c’était ça le monde dans lequel ils voulaient vivre, alors ils pouvaient tout aussi bien me lécher le cul. »

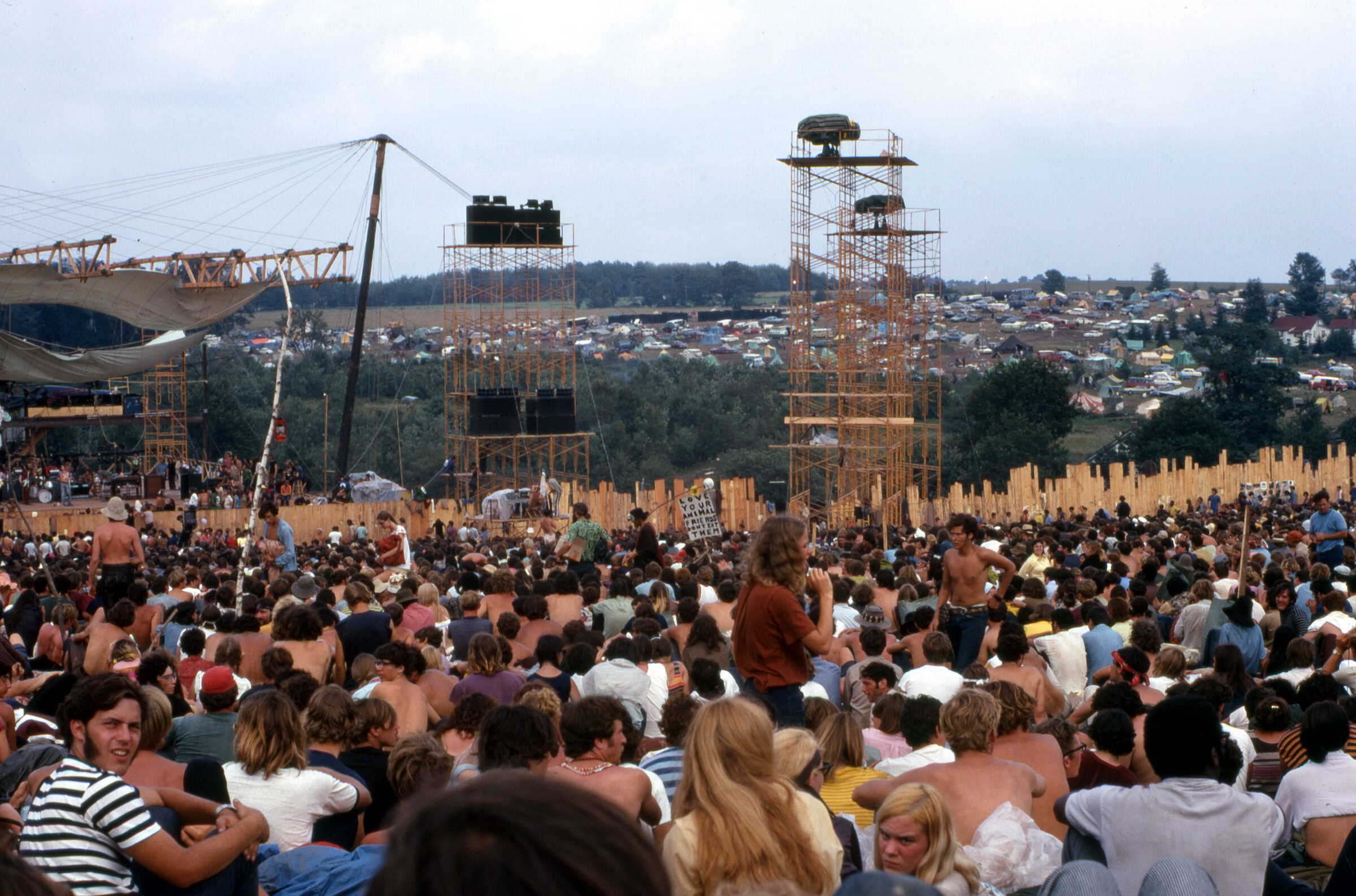
Joe Cocker se produit devant d'immenses tours d'illumination et de son.

Beaucoup de grands noms de la scène rock de l'époque sont présents mais les Beatles qui sont au travail sur leur album Abbey Road, Led Zeppelin, Jethro Tull refusèrent les conditions, les Doors n'ont pas pu venir à cause du procès de Jim Morrison à Miami, Iron Butterfly est bloqué à l'aéroport ; les Rolling Stones avec Mick Jagger absent car en tournage de film en Australie, ne participent pas. Les organisateurs avaient écrit à John Lennon, offrant aux Beatles le cachet qu'ils désiraient pour se produire ; la contre-offre de Lennon, lui seul avec son nouveau groupe Plastic Ono Band, avait été rejetée. Bien qu'ayant été snobé, il trouva Woodstock terriblement excitant : « La foule du festival s'est rassemblée pour fonder une nouvelle église… elle disait : « nous croyons en Dieu, nous croyons en l'espoir et en la vérité, alors nous voici, vingt mille ou deux cent mille d'entre nous tous réunis et en paix. »
Le budget de 10 millions de dollars  permet d'avoir une affiche avec les noms prestigieux de l'époque : The Who qui jouent pour un cachet relativement mineur de 11 200 dollars, Joan Baez enceinte, Ten Years After, Crosby, Stills, Nash and Young ou encore Creedence Clearwater Revival qui feront une prestation moyenne ; tous les concerts n'ont pas forcément été mémorables ces jours là.
Pour certains artistes comme Joe Cocker ou Carlos Santana, Woodstock est un accélérateur de carrière. Joe Cocker est alors pratiquement inconnu à l'époque mais subjugue tout le monde avec sa reprise de With a little help from my friends des Beatles. Santana n'a pas sorti le moindre disque mais la présence du groupe est imposée par Bill Graham en échange de la venue de Grateful Dead et de Jefferson Airplane. La new-yorkaise Melanie Safka, qui n'est même pas sur l'affiche, remplace au pied-levé les Écossais de l'Incredible String Band qui ont peur de se faire électrocuter. Jimi Hendrix, avec son exorbitant cachet de 18 000 dollars et sa Stratocaster écrue, termine le festival à l'aube du lundi 18 août pendant deux heures durant lesquelles il joue, entre autres, la mémorable reprise de l'hymne américain ; il ne reste alors plus qu'une immense mer de détritus variés et 30 000 spectateurs, la plupart ayant déjà quitté les lieux.
Malgré les problèmes techniques, logistiques et organisationnels qui ont perturbé le déroulement du festival, l'histoire retient du point de vue de la sécurité qu'il n'y a eu aucune électrocution (risque redouté par les techniciens en raison de la pluie et de la boue), 5 162 interventions médicales dont 797 liées à la drogue, 2 naissances, 4 fausses couches, et 3 morts (une par overdose, une mort accidentelle d'un individu écrasé par un tracteur pendant qu'il dormait et une mort consécutive à une crise d'appendicite),. L'événement est devenu le « plus grand festival de tous les temps ».

### Logistique

#### Le rôle des hélicoptères
Avec plus de 400 000 personnes se rendant à Bethel, les routes ont rapidement été bloquées, forçant les participants et les artistes à abandonner leurs voitures et marcher. Pour résoudre ce problème, les organisateurs ont fait appel aux hélicoptères de l'armée et de compagnies privées pour transporter les artistes, ainsi que pour acheminer de la nourriture et des secours médicaux. Leur présence dans le ciel a initialement soulevé des inquiétudes parmi les festivaliers, craignant une intervention gouvernementale, jusqu'à ce qu'une annonce les rassure. Un héliport improvisé près de la scène a permis une logistique efficace, bien que bruyante. En tout, environ 22 hélicoptères ont été utilisés, pour assurer la tenue du festival.

## Programmation

### Soirée du vendredi 15 et nuit du 15 au 16 août

#### Richie Havens: l'improvisé ouvreur du festival
| Style musical | Artistes sur scène | Horaires                              | Titres interpretés | Cachet (US$)                                          |
| ------------- | --- | ------------------------------------- | ------------------ | ----------------------------------------------------- |
| Folk          | Richie Havens à la guitare et au chant, accompagné de Paul « Deano » Williams (guitare) et de Daniel « Natoga » Ben Zebulon (percussions et congas). | 17 h 7 à 18 h 0 (environ 50 minutes). | 8 chansons         | 6 000 dollars (équivalents à 51 260 dollars en 2024). |

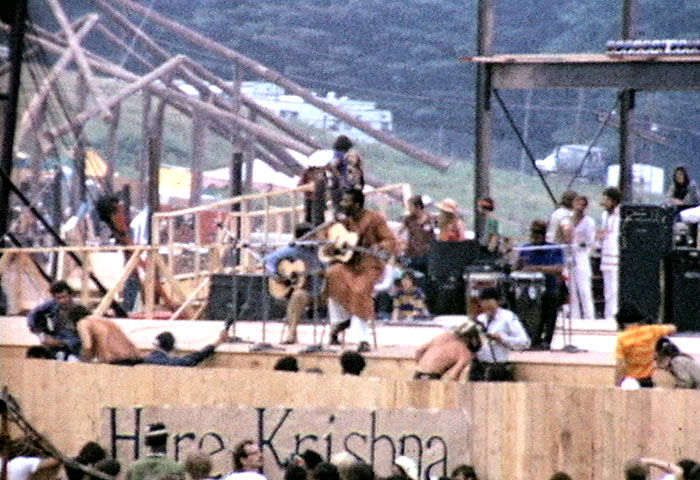
Richie Havens en ouverture du festival.

Le lancement du festival, initialement prévu pour commencer à 16 heures,, subit un retard considérable à cause de graves problèmes logistiques. Les routes menant au site sont toutes bloquées par l'afflux massif de centaines de milliers de spectateurs, avec encore des dizaines de milliers en route.
En raison de cela, la plupart des artistes programmés pour le premier jour sont coincés dans les embouteillages ou restés dans leur hôtel, dans l'impossibilité de rejoindre le site du festival. Par ailleurs, l'installation de la scène n'est pas non plus tout à fait terminée. Les organisateurs cherchent alors un artiste capable de lancer le festival avec peu de préparation et d'équipement. Michael Lang pense à Tim Hardin, mais celui-ci n'est pas jugé en état de jouer. Richie Havens, qui n'a besoin que de deux guitares, deux congas et de ses deux musiciens (son bassiste, Eric Oxendine, est coincé dans le trafic), devient l'alternative. Un agriculteur local transporte Havens et ses deux musiciens en hélicoptère jusqu'au site de Bethel,.
Terrifié à l'idée de se produire devant une telle foule, Havens est convaincu par les promoteurs de remplacer Sweetwater, le groupe prévu pour ouvrir le festival, alors que lui-même devait jouer en quatrième position. « Quand je suis arrivé, j'ai compris que j'étais la seule personne à pouvoir monter sur scène. »,.
Il commence son concert avec les quatre chansons prévues issues de son répertoire. Arrivé au bout de celles-ci, les organisateurs l'incitent à continuer pour faire patienter le public. Après trois reprises (dont deux chansons des Beatles), il improvise une chanson basée sur le chant spirituel Motherless Child qu'il rebaptise Freedom. « J'avais déjà joué toutes les chansons que je connaissais, et je traînais, demandant plus de guitare et de micro, essayant de penser à autre chose à jouer. Et puis c'est venu à moi… ». Le titre deviendra un des plus grands succès de sa carrière,,. Programmé dans un autre festival, il reprend l'hélicoptère dans le sens inverse et aperçoit les kilomètres de files de voitures et les milliers de personnes tentant de se rendre au festival. Il déclara plus tard : « Woodstock a changé ma vie, cela m'a donné confiance dans le fait que quelque chose était en train de se passer. ».

#### Swami Satchidananda: Le «gourou de Woodstock»

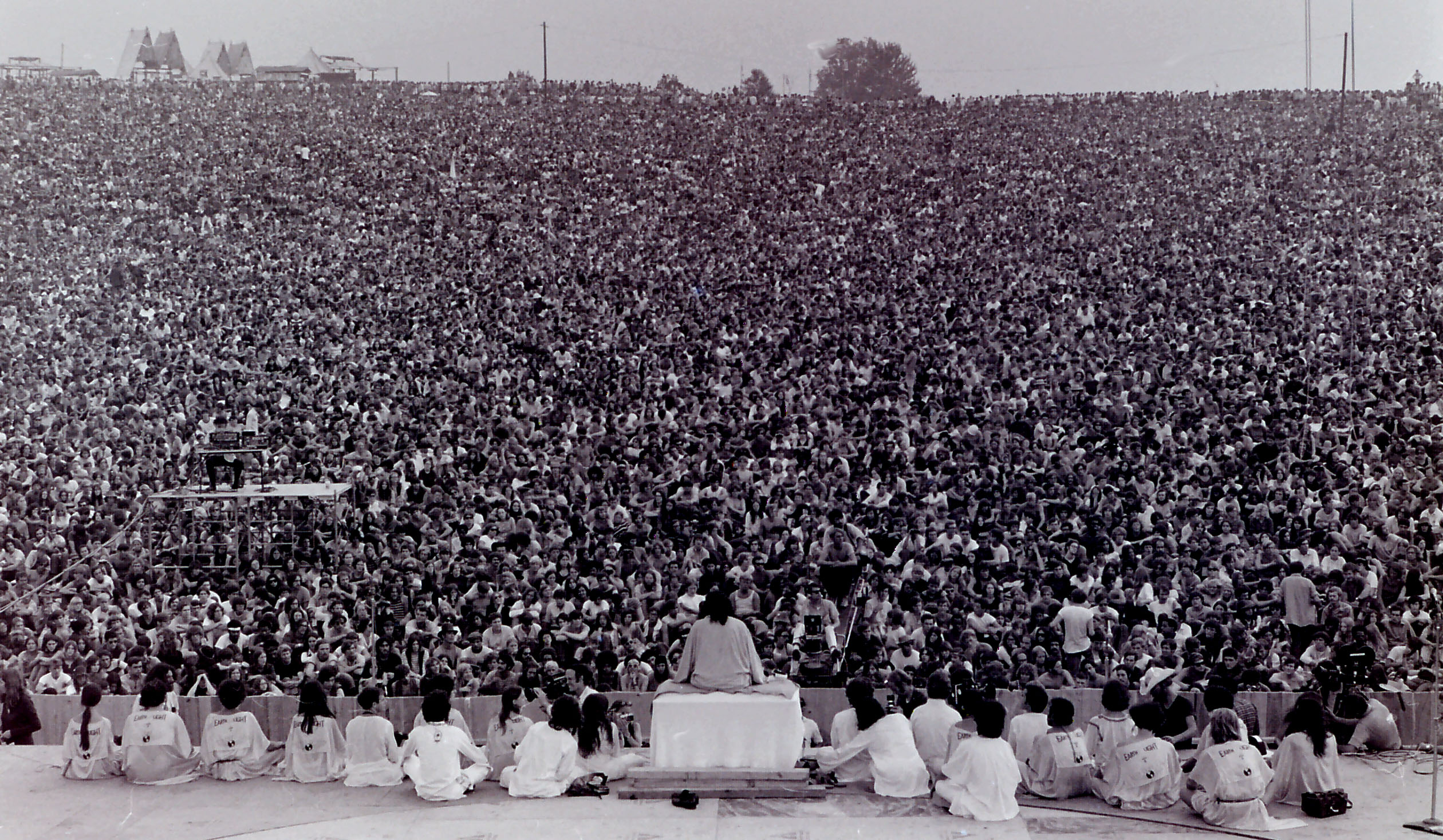
Discours de Swami Satchidananda à Woodstock.

Swami Satchidananda, un gourou et maître yogi indien, ouvre officiellement le festival en prononçant un discours d'introduction. Il y exprime sa joie de voir la jeunesse américaine réunie autour de la musique, le « son céleste [...] qui contrôle tout l'univers ». Il rappelle le pouvoir de cette jeunesse, d'engendrer des changements positifs et promouvoir la paix, grâce à la spiritualité, et notamment le yoga. Il ajoute que le succès du festival « repose entre vos mains. Le monde entier va regarder cela. Le monde entier va savoir ce que la jeunesse américaine peut faire pour l'humanité. »,. Il sera appelé par la suite dans la presse, le « Gourou de Woodstock ».

#### Sweetwater: le premier groupe du festival
| Style musical      | Artistes sur scène | Horaires                                | Titres interpretés | Cachet (US$)                                          |
| ------------------ | --- | --------------------------------------- | ------------------ | ----------------------------------------------------- |
| Rock psychédélique | Nancy Nevins (voix), Albert Moore (flûte et voix), August Burns (violoncelle), Alex Del Zoppo (piano et voix), Fred Herrera (basse et voix), Elpidio Cobian (congas et percussions) et Alan Malarowitz (batterie). | 18 h 20 à 19 h 20 (environ 60 minutes). | 8 titres           | 1 250 dollars (équivalents à 10 680 dollars en 2024). |

Arrivés sur le site du festival en hélicoptère, les membres du groupe sont d'abord surpris par la taille de la foule, ne réalisant pas immédiatement qu'il s'agissait de personnes. Un des musiciens interroge le pilote : « J'ai demandé au pilote de quel type de culture il s'agissait, avant qu'il me réponde que ces formes et couleurs étaient des gens. ». Ils entament leur concert avec l'une de leur chanson les plus connues Motherless Child, celle qu'a réinterprété Havens à la fin de son concert, peu de temps avant. Premier groupe à se produire à Woodstock, ils sont victimes de retours de scène pas entièrement fonctionnels, de sorte qu'ils ne pouvaient pas s'entendre jouer ni chanter. Malgré tout, ils déroulent leur répertoire et terminent avec leur chanson Why Oh Why, lançant un jam prolongé, intégrant des parties de Let The Sunshine de la comédie musicale Hair, et Oh Happy Day d'Edwin Hawkins. La performance du groupe est saluée par une ovation du public à la fin de leur performance,,.

#### Bert Sommer
| Style musical | Artistes sur scène | Horaires                                | Titres interpretés | Cachet (US$)                                                                                     |
| ------------- | --- | --------------------------------------- | ------------------ | ------------------------------------------------------------------------------------------------ |
| Folk          | Bert Sommer à la guitare et au chant, accompagné de Ira Stone (guitare, orgue et harmonica) et Charlie Bilello (basse). | 19 h 30 à 20 h 10 (environ 40 minutes). | 10 titres          | 7 500 dollars, partagés avec Paul Butterfield Blues Band (équivalents à 64 070 dollars en 2024). |

Son interprétation du titre de Simon and Garfunkel, America, lui vaut de recevoir une ovation du public. Le guitariste Ira Stone déclara : « Nous ne savions pas tous à l’époque ce que ce concert allait devenir plus tard ! ».

#### Tim Hardin
| Style musical | Artistes sur scène | Horaires                                | Titres interpretés | Cachet (US$)                                          |
| ------------- | --- | --------------------------------------- | ------------------ | ----------------------------------------------------- |
| Folk          | Tim Hardin (voix et guitare), Richard Bock (violoncelle), Ralph Towner (guitare, piano), Bill Chelf (piano), Gilles Malkine (guitare), Glen Moore (basse), Steve « Muruga » Booker (tambours) | 20 h 45 à 21 h 30 (environ 45 minutes). | 10 titres          | 2 000 dollars (équivalents à 17 090 dollars en 2024). |

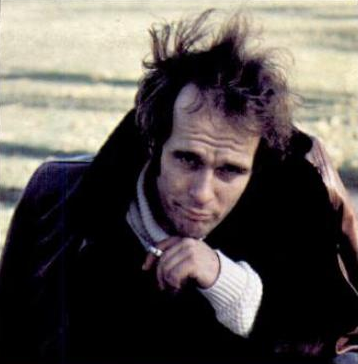
Tim Hardin.

En amont du concert, Hardin qui est très angoissé, se saoule. Bien qu'en état d'ébriété, il a réussi à captiver la foule avec des performances émouvantes. Malgré quelques accrocs, le concert est bien accueilli, même lorsque Hardin surprend son groupe en leur demandant de jouer une chanson inconnue. Vers la fin de sa prestation, le producteur du festival, averti que du LSD était distribué au sein du public, interrompt le festival  pour prévenir du danger lié à la consommation de LSD.

#### Ravi Shankar
| Style musical        | Artistes sur scène                                                                           | Horaires                               | Titres interpretés | Cachet (US$)                                          |
| -------------------- | -------------------------------------------------------------------------------------------- | -------------------------------------- | ------------------ | ----------------------------------------------------- |
| Musique hindoustanie | Ravi Shankar au sitar, accompagné par Maya Kulkarni (tambourin) et Ustad Alla Rakha (tabla). | 22 h 0 à 22 h 45 (environ 45 minutes). | 3 titres           | 4 500 dollars (équivalents à 38 450 dollars en 2024). |

Commencée avant le début de son concert, la pluie s'intensifie avec de grosses averses. Le public reste toutefois sur place pour écouter l'artiste indien.

#### Melanie
| Style musical | Artistes sur scène         | Horaires                                | Titres interpretés | Cachet (US$)                                       |
| ------------- | -------------------------- | --------------------------------------- | ------------------ | -------------------------------------------------- |
| Folk          | Melanie (voix et guitare). | 22 h 50 à 23 h 20 (environ 30 minutes). | 7 titres           | 750 dollars (équivalents à 6 400 dollars en 2024). |

#### Arlo Guthrie
| Style musical | Artistes sur scène                                                                               | Horaires                             | Titres interpretés | Cachet (US$)                                          |
| ------------- | ------------------------------------------------------------------------------------------------ | ------------------------------------ | ------------------ | ----------------------------------------------------- |
| Folk          | Arlo Guthrie (voix et guitare), John Pilla (guitare), Bob Arkin (basse), Paul Motian (tambours). | 0 h 0 à 0 h 45 (environ 45 minutes). | 7 titres           | 5 000 dollars (équivalents à 42 710 dollars en 2024). |

#### Joan Baez
| Style musical | Artistes sur scène                                                                               | Horaires                              | Titres interpretés | Cachet (US$)                                           |
| ------------- | ------------------------------------------------------------------------------------------------ | ------------------------------------- | ------------------ | ------------------------------------------------------ |
| Folk          | Joan Baez (voix et guitare), Richard Festinger (guitare) et Jeffrey Shurtleff (voix et guitare). | 1 h 30 à 2 h 15 (environ 45 minutes). | 12 titres          | 10 000 dollars (équivalents à 85 430 dollars en 2024). |

Enceinte de six mois, Joan Baez commence son concert en rendant hommage à son mari qui a entamé une grève de la faim en prison, après avoir bloqué un centre de recrutement de l'armée américaine.

### Journée du samedi 16 et nuit du 16 au 17 août
| Artiste/Groupe                          | Horaires          | Cachet US$     |
| --------------------------------------- | ----------------- | -------------- |
| Quill                                   | 12 h 15 - 12 h 45 | 350 dollars    |
| Country Joe McDonald                    | 13 h 0 - 13 h 30  | 2 500 dollars  |
| Santana                                 | 14 h 0 - 14 h 45  | 2 500 dollars  |
| John Sebastian                          | 15 h 30 - 15 h 55 | 1 000 dollars  |
| Keef Hartley Band                       | 16 h 45 - 17 h 30 | 500 dollars    |
| The Incredible String Band              | 18 h 0 - 18 h 30  | 2 250 dollars  |
| Canned Heat                             | 19 h 30 - 20 h 30 | 6 500 dollars  |
| Mountain                                | 21 h 0 - 22 h 0   | 2 000 dollars  |
| Grateful Dead                           | 22 h 30 - 0 h 5   | 2 250 dollars  |
| Creedence Clearwater Revival            | 0 h 30 - 1 h 20   | 10 000 dollars |
| Janis Joplin avec The Kozmic Blues Band | 2 h 0 - 3 h 0     | 7 500 dollars  |
| Sly and the Family Stone                | 3 h 30 - 4 h 20   | 7 000 dollars  |
| The Who                                 | 5 h 0 - 6 h 5     | 11 200 dollars |
| Jefferson Airplane                      | 8 h 0 - 9 h 40    | 7 500 dollars  |

### Journée du dimanche 17 et nuit du 17 au 18 août
| Artiste/Groupe                       | Horaires          | Cachet US$     | Nombre de titres interpretés |
| ------------------------------------ | ----------------- | -------------- | ---------------------------- |
| Joe Cocker et The Grease Band        | 14 h 0 - 15 h 25  | 1 375 dollars  | 13                           |
| Country Joe and the Fish             | 18 h 30 - 20 h 0  | 2 500 dollars  | 14                           |
| Ten Years After                      | 20 h 15 - 21 h 15 | 3 250 dollars  | 6                            |
| The Band                             | 22 h 0 - 22 h 50  | 7 500 dollars  | 11                           |
| Johnny Winter                        | 0 h 0 - 1 h 5     | 3 750 dollars  | 8                            |
| Blood, Sweat & Tears                 | 1 h 30 - 2 h 30   | 15 000 dollars | 10                           |
| Crosby, Stills, Nash & Young         | 3 h 0 - 4 h 0     | 5 000 dollars  | 16                           |
| The Butterfield Blues Band           | 6 h 0 - 6 h 45    | 7 500 dollars  | 7                            |
| Sha Na Na                            | 7 h 30 - 8 h 0    | 700 dollars    | 12                           |
| Jimi Hendrix et Gypsy Sun & Rainbows | 9 h 0 - 11 h 10   | 18 000 dollars | 19                           |

## Après le festival
Le festival a été à la fois un des points culminants de la contre-culture des années 1960 et de la culture hippie et la fin du Flower Power.
Dans un premier temps, et en raison du nombre important de personnes qui sont entrées gratuitement (à l'origine, l'entrée était de 6 dollars par jour), le festival fait perdre énormément d'argent à ses organisateurs mais, à la suite des ventes des enregistrements du festival (audio et vidéo), ils deviennent bénéficiaires. En effet, si Woodstock est le point important de la contre-culture et de l'anti-capitalisme pacifiste, les organisateurs ont dû revendre les droits à la Warner pour régler leurs dettes.

« Woodstock est devenu une légende, et est resté aussi présent dans les esprits, c'est bien parce qu'il est non seulement un événement musical, mais aussi un événement historique. »

— Pascal Cordereix.

### Influence du festival sur la carrière des artistes présents
| Artiste/Groupe | Situation avant le festival | Situation après le festival |
| -------------- | --- | --- |
| Richie Havens  | La sortie de son 3e album Richard P. Havens : 1983 est un succès puisqu'il atteint la 80e place du Billboard Top 200 en mai 1969. C'est au moment où il obtient ce succès artistique et commercial qu'il est retenu pour la programmation du festival. | La prestation d'Havens est un moment déterminant de sa carrière dont il fera référence à de multiples reprises par la suite. Sa dernière chanson Freedom, improvisée en fin de concert, intégrée au film documentaire oscarisé et dans l'album de la bande originale du film est devenue l'une des chansons les plus connues de sa carrière. À sa mort, ses cendres seront dispersées sur le site du festival. |
| Sweetwater     | La notoriété du groupe qui a sorti un album en 1968, monte progressivement grâce à leur présence dans différentes émissions de télévision mais surtout à leur participation à l’été 1969, à plusieurs des plus grands festivals de rock dont Woodstock. | Peu de temps après le festival, la chanteuse du groupe Nancy Nevins subit un grave accident de voiture. Par ailleurs, le groupe ne figure pas dans le documentaire ni la bande originale du film. Il sortira deux albums après le festival qui ne rencontrèrent pas le succès. |
| Bert Sommer    | Il débute en 1967 avec le groupe The Left Banke, dont il écrit le tube Ivy Ivy/And Suddenly. Il enregistre son premier album en 1968 mais est relativement inconnu lorsque son producteur parvient à le faire inscrire au festival. | Sa prestation n'a pas été intégrée au film documentaire ni à l'album de la bande originale. Sa chanson We’re All Playing in the Same Band écrite en hommage au rassemblement de Woodstock se place à la 48e place du Billboard Hot 100 en 1970, mais son deuxième album ne marche pas et il retombe progressivement dans la faible notoriété.                                                                  |
| Tim Hardin     | Ses chansons simples, inspirées de sa vie, ont attiré l'attention, bien que sa carrière ait été entravée par des problèmes personnels et des annulations de concerts. Malgré cela, ses chansons ont été reprises par de nombreux artistes, bien qu'il n'ait jamais réussi à percer lui-même dans les classements. Alors qu'un best-off de ses chansons sort peu avant Woodstock, le promoteur du festival voit sa présence comme une opportunité d'un retour sur le devant de la scène. | Retombé dans un quasi-anonymat, il meurt d'une overdose d'héroïne/morphine en 1980. Cependant, plusieurs de ses chansons, interprétées par d'autres artistes, ont connu de grands succès. |

## Enregistrements
Le festival est enregistré avec les moyens du bord (une table de mixage 4 pistes et quelques micros) par Eddie Kramer et filmé par 12 cadreurs, donnant lieu à un film documentaire, réalisé en 1970 par Michael Wadleigh assisté de Martin Scorsese, qui participe également au montage. Un album de 4 DVD essaie de montrer entre les scènes de concert, l'organisation, les problèmes posés et l'ambiance de ce festival. Certains morceaux jugés trop médiocres par leurs auteurs ont été réenregistrés plus tard.
Un triple album sort en mai 1970, Woodstock: Music from the Original Soundtrack and More, réédité en 1994 sur double CD. Un double album, Woodstock Two, sort un an plus tard, en juillet 1971, réédité lui aussi en 1994 et en double CD. Pour les 25 ans du festival, un quadruple album (en CD) est édité, avec un certain nombre d'inédits.
La performance de la formation de Jimi Hendrix est publiée quasi-complètement (sans les chansons de Larry Lee) dans l'album Live at Woodstock en 1999 par la famille du guitariste.

## Cinéma
- Woodstock de Michael Wadleigh, Oscar du meilleur documentaire en 1970.
- Hôtel Woodstock (Taking Woodstock) d'Ang Lee, tourné en 2008 et sorti en 2009.
- Woodstock, nouveau documentaire pour souligner le 50e anniversaire du festival, sorti en 2019 sur Netflix.

## Télévision
- Notre Belle Famille : saison 6 - épisode 8 Le festival rock (Just Say Maybe)
- DC's Legends of Tomorrow : saison 4 - épisode 1

## Musique
- Woodstock, une chanson écrite par Joni Mitchell en 1969, et interprétée par celle-ci sur son album Ladies of the Canyon sorti en avril 1970, et par Crosby, Stills, Nash & Young sur Déjà vu, leur album sorti un mois plus tôt.
- Coachella - Woodstock In My Mind (en), chanson de Lana Del Rey s'exprimant sur ses inquiétudes concernant les relations entre la Corée du Nord et les États-Unis, parue en 2017, juste après que la chanteuse se soit produite  au Coachella Festival.